# Strychnos nux-blanda
Strychnos nux-blanda är en tvåhjärtbladig växtart som beskrevs av Arthur William Hill. Strychnos nux-blanda ingår i släktet Strychnos och familjen Loganiaceae. Inga underarter finns listade i Catalogue of Life.